# Kidumbugwe
Kidumbugwe är ett periodiskt vattendrag i Burundi. Det ligger i den västra delen av landet, 6 kilometer nordost om huvudstaden Bujumbura.
Omgivningarna runt Kidumbugwe är en mosaik av jordbruksmark och naturlig växtlighet. Runt Kidumbugwe är det tätbefolkat, med 982 invånare per kvadratkilometer.